# Testimoni innocent
Testimoni innocent (títol original en anglès Cohen and Tate) és una pel·lícula de thriller estatunidenca del 1989 escrita i dirigida per Eric Red i protagonitzada per Roy Scheider, Adam Baldwin i Harley Cross. Va ser el debut al llargmetratge de Red. La pel·lícula es considera una versió cinematogràfica del conte d'O. Henry "The Ransom of Red Chief".

## Argument
Dos assassins professionals són enviats a segrestar un nen de 9 anys anomenat Travis Knight (Harley Cross), que està sota el Programa Federal de Protecció de Testimonis dels Estats Units a Oklahoma després d'haver presenciat un assassinat múltiple a Texas. Cohen (Roy Scheider) és un assassí gran i cansat, i encara amb una mica d'humanitat. Tate (Adam Baldwin) és un assassí més jove, cap calent i psicòpata.
Els dos sicaris assassinen els pares del nen i l'agent que els protegia amb l'ajuda d'un altre agent que els deixa entrar a la casa i després fuig. Capturen Travis i se'l porten per veure el seu cap, a Houston. Quan Travis s'assabenta d'això de Cohen, aprofita un antagonisme creixent entre els seus segrestadors per enredar-se encara més i enfrontar-se l'un a l'altre per sobreviure.
Quan els seus captors es distreuen, en Travis s'escapa i aviat és recollit per un agent de la Patrulla d'autopistes d'Oklahoma, que més tard rep un tret al cap de Cohen mentre condueix. Una vegada més capturen en Travis i després escolten per la ràdio que el pare del nen va sobreviure a l'atac i només està ferit, i la policia segueix el seu rastre. Tate vol desfer-se de Travis però Cohen no. De sobte troben un bloqueig i aconsegueixen escapar amenaçant de matar en Travis i esquivant les patrulles policials.
Intercanvien els cotxes amb un conductor després que Tateel colpegi amb un puny americà a la cara. Cohen deixa de conduir de sobte i s'aparca al costat d'una bústia. Sense dir ni una paraula, amb una expressió de dolor (procedent de la sospita del que podria ser el seu darrer treball), envia part del seu pagament i el seu clip de diners en una carta a la seva dona. En Travis finalment aconsegueix convertir els seus captors els uns als altres, quan s'adona que Tate està a punt de disparara a l'adormit Cohen mentre condueix. Crida a Cohen, advertint-lo. Això enfureix la Tate, que titlla Travis de mentider. Travis va escopir a Tate, i quan Tate intenta fer-li mal, Cohen l'expulsa del cotxe en marxa, i després guarda el seu cos al maleter.
Una parada a la benzinera fa que un assistent massa curiós rebi un tret a través d'una porta de vidre després de veure sang sortir del maleter del cotxe mentre intentava demanar ajuda. Cohen va a veure en Tate només per ser atacat per la seva parella ara enfurismada i encara viva, que surt del maleter i colpeja Cohen deixant-lo sense sentit. Es revela que portava una armilla antibales. Travis aconsegueix allunyar el cotxe de Tate i amagar-se entre preses de bombes i dipòsits de petroli. Cohen reapareix i emmanilla en Travis al canell. Tate els persegueix a la foscor. Quan Cohen es mou bruscament per disparar on creu que és Tate, perd el seu audiòfon. Travis el troba però dubta a l'hora de parlar. Cohen mira en Travis amb por als ulls i demana ajuda. Travis li dona l'audiòfon i Cohen li agraeix. Mentre escapa, Tate surt de sobte i dispara a Cohen, que fa una ronda a l'espatlla i sembla desmaiar-se. Tate avança cap a Travis abans de ser disparat per Cohen, fent que caigui sota una presa de la bomba d'oli i sigui esquitxat per tot arreu.
Quan arriba a Houston, Cohen és acorralat a la carretera per la policia i es planteja disparar a Travis, però el nen li fa saber que no pot fer-ho i tots dos ho saben. Cohen xoca amb un bloqueig en el seu darrer intent d'escapar. Quan el cotxe s'avaria, està totalment envoltat. Sostenint Travis a prop seu, arma la seva pistola i li pregunta: "Quants anys tens, nen"? Travis respon "nou". Mentre mira cap amunt, Cohen diu: "Nou, eh? Què tal això?" i es dispara a la gola, morint a l'instant.

## Repartiment
- Roy Scheider com a Cohen
- Adam Baldwin com a Tate
- Harley Cross com a Travis Knight
- Cooper Huckabee com a Jeff Knight
- Suzanne Savoy com a Martha Knight
- Marco Perella com a agent de l'FBI George
- Tom Campitelli com a agent de l'FBI Fred
- Andy Gill com a agent de l'FBI Roy (com a Andrew R. Gill)
- Frank Bates com a patrulla de carreteres

## Producció
Cohen & Tate va ser llançat originalment per Hemdale Film Corporation i Nelson Entertainment, que també van donar suport a la producció de la pel·lícula juntament amb New Galactic. Aquesta és l'única producció de New Galactic fins ara. Nelson es va dissoldre a principis de la dècada de 1990, amb part de les seves participacions venudes a New Line Cinema. Molts dels seus títols de catàleg posterior han estat publicats en DVD per MGM.
A la pista de comentaris per al estrena en Blu-ray de la pel·lícula, Eric Red explica que una de les influències per al seu treball a Cohen & Tate va ser John Ford, citant en particular la pel·lícula clàssica de Ford Centaures del desert (1956).

## Estrena en DVD i restauració de Shout! Factory restoration
Eric Red havia afirmat durant anys que una edició en DVD de la pel·lícula era un dels seus projectes més propers i desitjats.
El 9 de juliol de 2013, Cohen and Tate va ser llançat en DVD per Shout! Factory. El disc Blu-ray té una restauració completa d'àudio i vídeo, i inclou "A Look Back at Cohen & Tate", un breu reportatge que ofereix entrevistes amb l'escriptor/director Eric Red, així com l'editor Edward Abroms, el director de fotografia Victor J. Kemper i els coprotagonistes Kenneth McCabe i Harley Cross. També inclou una pista de comentaris per a la pel·lícula d'Eric Red.